# آخرین تابستان (فیلم ۲۰۱۹)
آخرین تابستان (به انگلیسی: The Last Summer) یک فیلم سینمایی کمدی رمانتیک آمریکایی محصول سال ۲۰۱۹ به کارگردانی ویلیام بیندلی است. در این فیلم کی جی آپا، مایا میچل، جیکوب لاتیمور، هالستون سیج و تایلر پوزی بازی می‌کنند.
این فیلم در تاریخ ۳ مه ۲۰۱۹ توسط کمپانی نتفلیکس منتشر شد.

## داستان
گروهی از جوانان شهر شیکاگو در فصل تابستان پیش از رفتن به کالج و دور شدن از هم برای آخرین بار دور هم جمع می‌شوند و…

## فیلمبرداری
فیلمبرداری اصلی در ماه مه ۲۰۱۸ آغاز شد.